# Église Saint-Nicolas de Beaumont-le-Roger
L'église Saint-Nicolas est un édifice religieux catholique situé à Beaumont-le-Roger, dans l'Eure, en Normandie, en France.

## Historique
Classée au titre des monuments historiques en 1909, l'église Saint-Nicolas est le lieu hebdomadaire de la messe, qui a lieu chaque dimanche matin et qui est présidée par le père Jean-Serge Massamba, successeur du père Guy Touchard, à la paroisse de la Trinité-sur-Risle.